# 양 무제
양 고조 무황제 소연(梁 高祖 武皇帝 蕭衍, 464년 ~ 549년 6월 12일)은 중국 남북조 시대 양나라의 초대 황제이다. 소자는 연아(練兒)이며, 자는 숙달(叔達)이다. 불교를 황실에 적극적으로 수용하고 숭불 정책을 펼쳐 황제보살(皇帝菩薩)이라 부르기도 하였다.

## 생애

### 출자와 즉위
남난릉(南蘭陵), 즉 지금의 중국 장쑤성을 본관으로 하는 난릉 소씨(蘭陵蕭氏)의 일문으로 남제 황실의 방계에 해당된다. 아버지 소순지는 남제의 초대 황제인 소도성의 족제로서 단양윤(丹陽尹)을 지냈다.
기록에는 그가 어려서부터 문무를 두루 통달하여 주목받았다고 적고 있다. 일찍이 남제 문화의 중심지였던 경릉왕(竟陵王) 소자량의 서저(西邸)에도 드나들었으며, 심약(沈約) 등과 함께 경릉팔우(竟陵八友)의 한 사람으로 수학하였다. 소연이 옹주자사(雍州刺史)가 되었을 때, 당시 남제의 황제였던 소보권이 한창 폭정을 휘두르고 있었다. 그는 소의를 비롯한 황족 종친뿐 아니라 많은 대신과 사람들을 죽였고 궁전에선 과도한 사치를 일삼았고, 소연은 형이 살해당한 일을 계기로 그를 타도하기 위하여 거병했다. 수도인 건강(建康)으로 진군해 소보권을 살해하고 화제를 옹립했으나, 이듬해인 502년에 화제로부터 제위를 선양받고 양나라를 세우게 되었다.

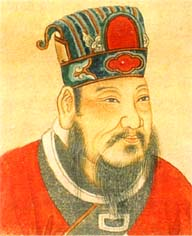
양나라를 세울 당시의 무제

### 치세 전반기
치세 전반기에 해당하는 천감 연간(502년 - 519년) 동안에 무제는 심약이나 범운(范雲)으로 대표되는 명족 출신 인물들을 재상으로 등용하고, 국정 전반에 걸쳐 검약을 모토로 삼아 관제를 정비하고 새로운 법률인 양률(梁律)을 반포하였으며, 국가 교육기관인 대학(大學)을 설치하여 인재 등용에 애썼고 조세를 경감하는 등 여러 방면에서 실적을 거두었다. 또한 토단법(土斷法)을 실시하여 유랑민 대책에도 성과가 있었다.
그동안 내정을 정비하여 구품관인법을 개선하고, 불교를 장려하여 국내를 다스리고 문화를 번영시켰다. 대외관계도 비교적 평온하여 약 50년간 태평성대를 유지하여 남조 최대 전성기를 보냈다. 또한 무제의 맏아들이자 황태자인 소명태자가 편찬한 《문선》은 후세에까지 전해지는 훌륭한 문헌이다.

### 황제보살
520년에 무제는 연호를 바꿨는데, 그 이후부터 차츰 정치를 방기하기 시작했다. 거꾸로 무제 자신이 귀의한 불교 교단에 대해서는 너그러운 태도를 보이면서 불교에 차츰 빠져들었고, 결국 527년 이후부터는 황제 자신이 지은 동태사(同泰寺)에 사신(捨身)이라는 이름으로 막대한 재물을 보시하기에 이른다. 그 결과 양의 재정은 궁핍해졌고 과거 남제 말기 소보권 시절에 민중에게 행했던 가혹한 수탈과 착취가 재현되는 결과를 초래했다. 또한 한문(寒門) 출신으로 대표되는 주이(朱異) 등을 중용하면서 관료 체계에서의 기강도 해이해지기에 이르렀다.
이러한 무제의 불교 신앙은 표면적인 것에 그치지 않고 무제 자신이 불교 경전에 대한 수많은 주석서를 집필하였다. 또한 황제 자신도 불교의 계율을 따르며 소식(蔬食)하기를 견지했기에, 당시에는 황제를 가리켜 황제보살(皇帝菩薩)로 부를 정도였다. 이는 당시 국가불교로서의 색채가 농후했던 북조에서 사용하던 황제즉여래(皇帝卽如來)에 대비되어 남조의 불교를 상징하는 칭호로서 평가되고 있다. 이러한 황제에 대해 당시 양과 교섭이 활발했던 동남아시아나 서역, 한반도의 백제나 왜국 등 여러 국가에서는 무제에게 보내는 국서에서 무제를 보살이라 불렀는데, 당시의 국제사회에서도 양의 황제는 불교 신앙에 있어 고명한 인물의 한 사람으로 꼽히고 있었기 때문이다.

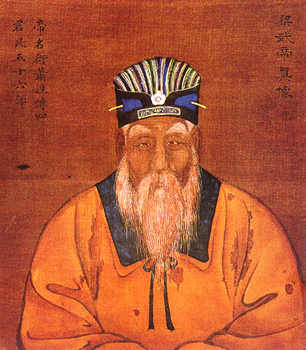
말년의 무제

### 후경의 난
548년에 동위의 무장이었던 후경이 양나라에 투항해 왔다. 이를 북조에 맞설 절호의 기회라 여긴 무제는 신하들의 반대도 무릅쓰고 후경에게 원군을 보내주고 그를 하남왕(河南王)에 봉했다. 그러나 양나라의 원군은 팽성(彭城)에서 동위에 패했고, 후경도 와양(渦陽)에서 패했다. 무제는 후경이 자신의 군을 거느린 채로 양나라에 투항하는 것을 허락했지만, 후경은 양나라 종실의 여러 왕들이 서로 연대하지 못하고 혼란스러운 틈을 타 반란을 일으켜 수도 건강을 포위했다.
당시 건강의 외성은 동궁학사(東宮學士) 유신(庾信)이 인솔하는 문인과 무인 3천 명이 지키고 있었는데, 철면을 쓴 후경의 군이 다가오자 순식간에 무너져 버렸다. 이에 양나라는 부교를 부수려 했지만 이마저도 실패했고, 후경군은 선양문(宣陽門)에서 임하왕 소정덕의 인도를 받으며 건강의 외성으로 무혈입성했다. 무제 등은 내성에서 농성했지만 후경은 이들마저 포위하고, 동궁을 점거하고 사로잡은 궁녀 수백 인은 장병들에게 나누어 주면서 자축연을 벌이기까지 했다. 분노한 황태자 소강이 병사를 보내 동궁을 불태워 버렸고, 이 와중에 수백 년에 걸쳐 유지되어 오던 건강의 역사적인 건축물은 물론 소장된 장서들마저 잿더미로 변하고 말았다.
후경은 다시 내성 공략에 나섰지만, 장수 양간(羊侃)의 지휘 아래 내성은 몇 달에 걸쳐 후경의 공격을 막아냈다. 후경이 나무를 쌓아올려 성을 공격하면 양간은 갈대에 불을 붙여 그것을 태워 무너뜨리는 식이었다. 격노한 후경은 궁성의 동서로 흙산을 쌓아올리게 했다. 이 과정에서 장내에 사는 사람은 일반 서민에서 귀족까지 귀천을 가리지 않고 마구 쌓게했고, 쓰러져 죽는 자는 그대로 흙산에 묻어버리기도 했다. 하지만 이 흙산은 미처 완성되기도 전에 갑작스런 호우로 무너졌다. 후경은 다시 내성의 노비들을 향해 항복하면 모두 면천시켜 주겠다고 선언했고, 주승(朱昇) 등의 노비들이 성을 내려오자 그들에게 의동삼사(儀同三司)의 관직을 내렸다. 이에 감격한 노비들이 자신들의 옛 주인을 향해 "우린 네놈을 50년을 섬기고도 겨우 중령군(中領軍)에 그쳤는데, 후왕(侯王, 후경) 어른을 섬기니 바로 의동(儀同)이 되는구나!" 라고 소리쳤다고 한다.
후경의 작전은 주효하여 사흘 동안 후경의 병력이 급증한데 비해 내성의 방어군은 빗의 이가 빠지듯 탈주가 잇따랐고, 549년 3월에 군을 지휘하던 양간이 병사함으로써 전세는 후경에게로 기울었다. 내성의 군사나 농성중이던 남녀들도 몸이 붓고 호흡도 곤란해 지는 가운데, 후경은 현무호(玄武湖)의 물을 끌어들여 성에 대한 수공을 펼쳤고, 결국 성은 함락되었다. 마침내 후경이 황제를 알현할 때 무제가 후경에게 말하기를, "경이 군중에 있은지 오래되었으니, 어찌 수고로움이 없겠는가!" 하자, 후경은 얼굴에 땀을 흘리며 고개를 들지 못하였다고 한다. 무제가 다시 묻기를, "경은 어느 주(州)의 사람이며, 감히 여기에 이르렀는데, 처자는 아직 북쪽에 있는가?" 라고 했다. 후경이 여전히 대답을 못하자, 후경의 옆에 있던 임약(任約)이 대신 대답하기를, "신 후경의 처자는 고씨(高氏)에게 도륙당하고 오직 이 한몸으로 폐하께 돌아왔습니다." 라고 하였다. 무제가 마침내 "강을 건널 때는 몇 명이 있었는가?" 라고 묻자 후경은 천 명이라고 대답했고, 다시 "성을 포위했을 때는 몇 명이었는가?" 라고 묻자 후경은 10만 명이었다고 대답했으며, 마지막으로 "그럼 지금은 몇 명이 있는가?" 라고 묻자 후경은 "거느리는 땅에서 제 것이 아닌 것은 없습니다." 라고 대답했는데, 결국 무제는 더 이상 아무 말도 하지 않았다고 한다. 유폐된 상태에서 식사조차 제대로 공급받지 못하고, 울분 속에 병이 든 황제는 마지막으로 꿀을 달라고 요구했지만 그것마저도 허락되지 못한 채, 실의와 쇠약으로 결국 죽고 말았다.
각지에 분봉되었던 종실의 여러 왕들은 형제나 삼촌 또는 조카들이었기에 각자의 이득을 보고 견제를 한 결과 모두 황제의 구출에 나서지않아 무제가 죽는 걸 보고만 있었다. 후경은 간문제를 옹립했다가 551년에 간문제를 폐하고 예장왕(豫章王) 소동을 옹립한 뒤 선양을 받아 건강에서 황제로 즉위했다. 각지에 주둔한 여러 왕들 중 가장 세력이 강했던 형주자사 소역(蕭繹)은 왕승변과 진패선(陳覇先)에게 대군을 주어 건강을 공격해 후경을 죽이고 난을 평정했다.

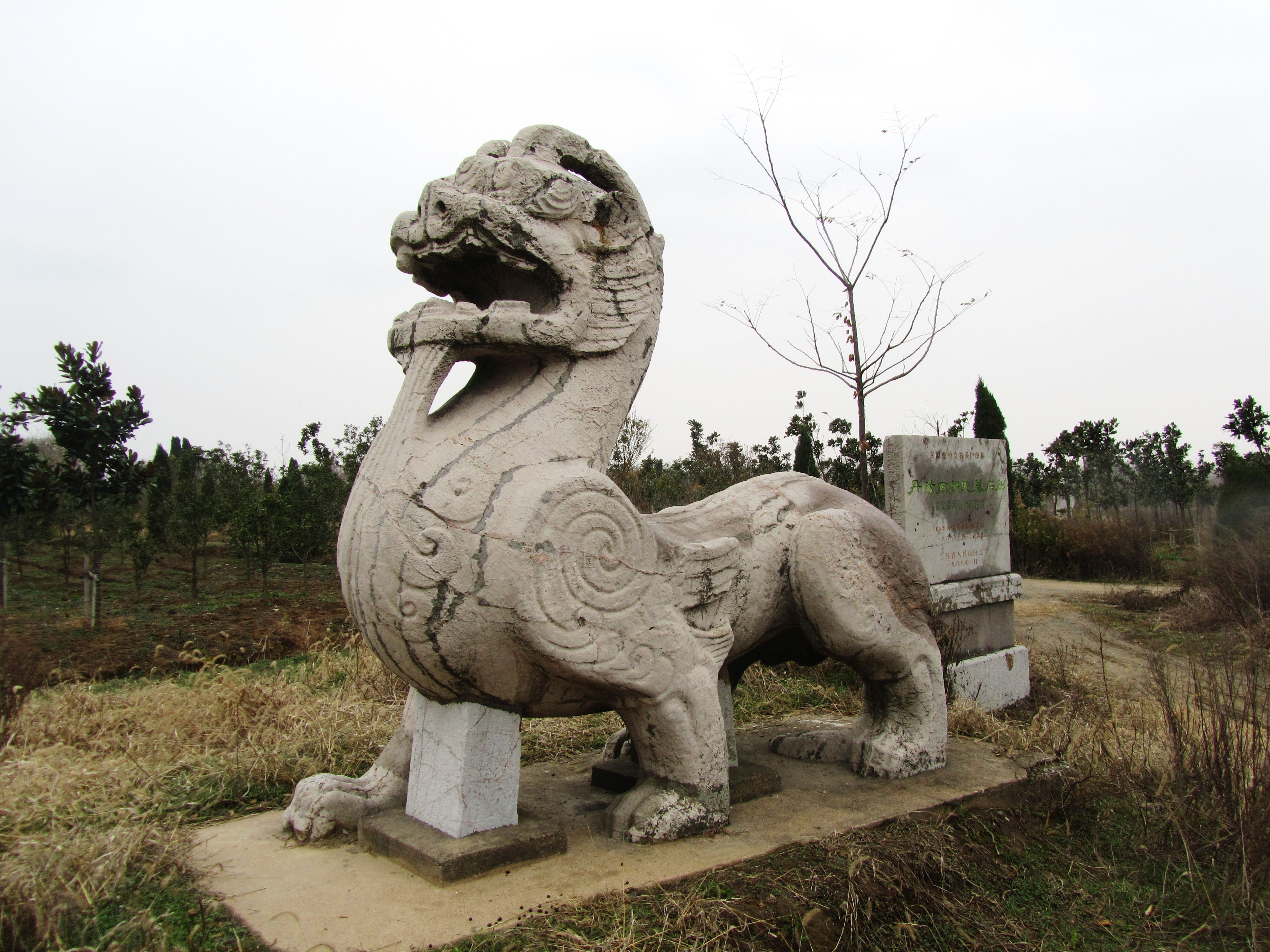
무제가 묻힌 수릉 앞에 가까스로 남아있는 천록(天祿)

## 평가

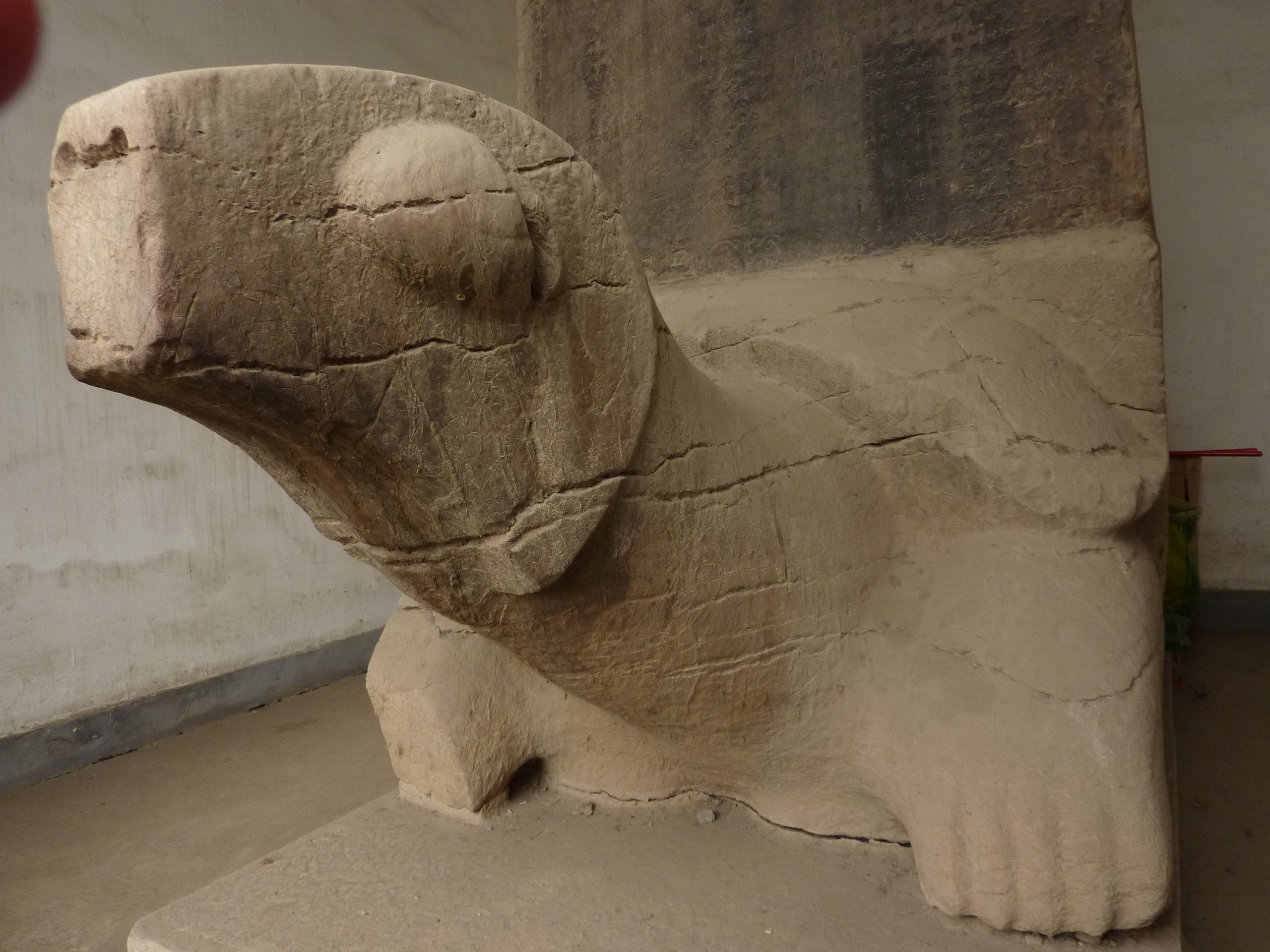
소담의 묘에 있는 석각(石刻)

북송의 역사가 사마광은 자신의 《자치통감》에서 무제를 다음과 같이 평가하고 있다.
양 고조(무제)가 마지막 자리를 보전하지 못한 것은 당연한 일이었다. 자신이 드는 조식(소식)을 성덕으로 하면서 군주로서의 도가 이미 갖춰지니 더 이상 더해질 것이 없어 군신의 간언은 어떤 것도 들을 필요 없다고 하였다.(…) 이름을 더럽히고 몸은 위험에 빠졌으며 나라는 뒤집히고 종묘의 제사가 끊어지니 길이 후세의 놀림거리만 되고 말았도다. 슬픈 일이다.

## 가족

### 부모
- 부친 : 태조(太祖) 문황제(文皇帝) 소순지(蕭順之)
- 모친 : 문헌황후(文獻皇后) 장상유(張尙柔)

### 황후
| 봉호                    | 시호                    | 이름(성씨)     | 별칭  | 재위년도 | 생몰년도      | 국구(장인/장모)                                                     | 능묘       | 비고  |
| ----------------------- | ----------------------- | -------------- | ----- | -------- | ------------- | ------------------------------------------------------------------- | ---------- | ----- |
| 건양남부인 (建陽男夫人) | 무덕황후 (武德皇后)     | 치휘(郗徽)     | [ 1 ] | (추존)   | 468년 ~ 499년 | 치엽(郗燁) 유송(劉宋) 심양공주(尋陽公主)                            | 수릉(脩陵) | [ 2 ] |
| 귀빈(貴賓)              | 목황태후 (穆皇太后)     | 정령광(丁令光) | [ 3 ] | (추존)   | 484년 ~ 526년 | 정중천(丁仲遷)                                                      | 수릉(脩陵) | [ 4 ] |
| 수용(修容)              | 문선황태후 (文宣皇太后) | 완령영(阮令嬴) | [ 5 ] | (추존)   | 477년 ~ 543년 | 무강현후(武康縣侯) 석영보(石靈寶) 무강후부인(武康侯夫人) 진씨(陳氏) |            | [ 6 ] |

### 후궁
| 봉호       | 별칭       | 이름(성씨)     | 생몰년도  | 비고 |
| ---------- | ---------- | -------------- | --------- | ---- |
| 숙원(淑媛) | 경비(敬妃) | 오경휘(吳景暉) | ? ~ 527년 |      |
| 소의(昭儀) | 숙의(淑儀) | 동씨(董氏)     |           |      |
| 충화(充華) |            | 정씨(丁氏)     |           |      |
| 수용(修容) |            | 갈씨(葛氏)     |           |      |
| 궁인(宮人) |            | 여씨(余氏)     |           |      |

### 황자
| - | 봉호               | 시호       | 이름       | 생몰년도      | 생모            | 별칭   | 비고                       |
| - | ------------------ | ---------- | ---------- | ------------- | --------------- | ------ | -------------------------- |
| 1 | 황태자(皇太子)     | 소명(昭明) | 소통(蕭統) | 501년 ~ 531년 | 목태후 정영광   |        | [ 7 ]                      |
| 2 | 예장군왕(豫章郡王) |            | 소종(蕭綜) | 502년 ~ 531년 | 숙원 오경휘     |        | [ 8 ]                      |
| 3 | 황태자(皇太子)     |            | 소강(蕭綱) | 503년 ~ 551년 | 목태후 정영광   | [ 9 ]  | 제2대 황제 간문제(簡文帝). |
| 4 | 남강군왕(南康郡王) | 간(簡)     | 소적(蕭績) | 505년 ~ 529년 | 소의 동씨       |        |                            |
| 5 | 여릉군왕(廬陵郡王) | 위(威)     | 소속(蕭續) | 505년 ~ 547년 | 목태후 정영광   |        |                            |
| 6 | 소릉군왕(邵陵郡王) | 장무(壯武) | 소륜(蕭綸) | 507년 ~ 551년 | 충화 정씨       | [ 10 ] |                            |
| 7 | 상동군왕(湘東郡王) |            | 소역(蕭繹) | 508년 ~ 555년 | 문선태후 완령영 |        | 제4대 황제 효원제(孝元帝). |
| 8 | 무릉군왕(武陵郡王) | 정헌(貞獻) | 소기(蕭紀) | 508년 ~ 553년 | 수용 갈씨       |        | [ 11 ]                     |

### 황녀
| - | 봉호                   | 이름           | 생몰년도  | 생모          | 부마                          | 별칭 | 비고   |
| - | ---------------------- | -------------- | --------- | ------------- | ----------------------------- | ---- | ------ |
| 1 | 영흥공주(永興公主)     | 소옥요(蕭玉姚) | ? ~ 529년 | 무덕황후 치희 | 은균(殷均)                    |      |        |
| 2 | 영세공주(永世公主)     | 소옥완(蕭玉婉) |           | 무덕황후 치희 | 사모(謝謨)                    |      |        |
| 3 | 영강공주(永康公主)     | 소옥현(蕭玉嬛) |           | 무덕황후 치희 | 건성현공(建城縣公) 왕실(王實) |      |        |
| 4 | 안길공주(安吉公主)     | 소옥지(蕭玉娡) |           |               |                               |      |        |
| 5 | 부양도공주(富陽悼公主) |                |           |               | 간헌공(簡憲公) 장찬(張纘)     |      |        |
| 6 | 장성공주(長城公主)     | 소옥령(蕭玉姈) |           |               | 류언(柳偃)                    |      | [ 12 ] |

## 기년
| 무제        | 원년            | 2년        | 3년        | 4년             | 5년                       | 6년                 | 7년        | 8년                      | 9년             | 10년       |
| ----------- | --------------- | ---------- | ---------- | --------------- | ------------------------- | ------------------- | ---------- | ------------------------ | --------------- | ---------- |
| 서력 (西曆) | 502년           | 503년      | 504년      | 505년           | 506년                     | 507년               | 508년      | 509년                    | 510년           | 511년      |
| 간지 (干支) | 임오(壬午)      | 계미(癸未) | 갑신(甲申) | 을유(乙酉)      | 병술(丙戌)                | 정해(丁亥)          | 무자(戊子) | 기축(己丑)               | 경인(庚寅)      | 신묘(辛卯) |
| 연호 (年號) | 천감(天監) 원년 | 2년        | 3년        | 4년             | 5년                       | 6년                 | 7년        | 8년                      | 9년             | 10년       |
| 무제        | 11년            | 12년       | 13년       | 14년            | 15년                      | 16년                | 17년       | 18년                     | 19년            | 20년       |
| 서력 (西曆) | 512년           | 513년      | 514년      | 515년           | 516년                     | 517년               | 518년      | 519년                    | 520년           | 521년      |
| 간지 (干支) | 임진(壬辰)      | 계사(癸巳) | 갑오(甲午) | 을미(乙未)      | 병신(丙申)                | 정유(丁酉)          | 무술(戊戌) | 기해(己亥)               | 경자(庚子)      | 신축(辛丑) |
| 연호 (年號) | 11년            | 12년       | 13년       | 14년            | 15년                      | 16년                | 17년       | 18년                     | 보통(普通) 원년 | 2년        |
| 무제        | 21년            | 22년       | 23년       | 24년            | 25년                      | 26년                | 27년       | 28년                     | 29년            | 30년       |
| 서력 (西曆) | 522년           | 523년      | 524년      | 525년           | 526년                     | 527년               | 528년      | 529년                    | 530년           | 531년      |
| 간지 (干支) | 임인(壬寅)      | 계묘(癸卯) | 갑진(甲辰) | 을사(乙巳)      | 병오(丙午)                | 정미(丁未)          | 무신(戊申) | 기유(己酉)               | 경술(庚戌)      | 신해(辛亥) |
| 연호 (年號) | 3년             | 4년        | 5년        | 6년             | 7년                       | 8년 대통(大通) 원년 | 2년        | 3년 중대통 (中大通) 원년 | 2년             | 3년        |
| 무제        | 31년            | 32년       | 33년       | 34년            | 35년                      | 36년                | 37년       | 38년                     | 39년            | 40년       |
| 서력 (西曆) | 532년           | 533년      | 534년      | 535년           | 536년                     | 537년               | 538년      | 539년                    | 540년           | 541년      |
| 간지 (干支) | 임자(壬子)      | 계축(癸丑) | 갑인(甲寅) | 을묘(乙卯)      | 병진(丙辰)                | 정사(丁巳)          | 무오(戊午) | 기미(己未)               | 경신(庚申)      | 신유(辛酉) |
| 연호 (年號) | 4년             | 5년        | 6년        | 대동(大同) 원년 | 2년                       | 3년                 | 4년        | 5년                      | 6년             | 7년        |
| 무제        | 41년            | 42년       | 43년       | 44년            | 45년                      | 46년                | 47년       | 48년                     |                 |            |
| 서력 (西曆) | 542년           | 543년      | 544년      | 545년           | 546년                     | 547년               | 548년      | 549년                    |                 |            |
| 간지 (干支) | 임술(壬戌)      | 계해(癸亥) | 갑자(甲子) | 을축(乙丑)      | 병인(丙寅)                | 정묘(丁卯)          | 무진(戊辰) | 기사(己巳)               |                 |            |
| 연호 (年號) | 8년             | 9년        | 10년       | 11년            | 12년 중대동 (中大同) 원년 | 2년 태청(太淸) 원년 | 2년        | 3년                      |                 |            |

## 참고 문헌
- 자치통감
- 양서